# Apanteles euproctidis
Apanteles euproctidis är en stekelart som beskrevs av Ullyett 1946. Apanteles euproctidis ingår i släktet Apanteles och familjen bracksteklar. Inga underarter finns listade i Catalogue of Life.